# ۱۱۹۶ (خورشیدی)
۱۱۹۶ هزار و صد و نود و ششمین سال هجری خورشیدی است.